# Stanislawa Ordynska

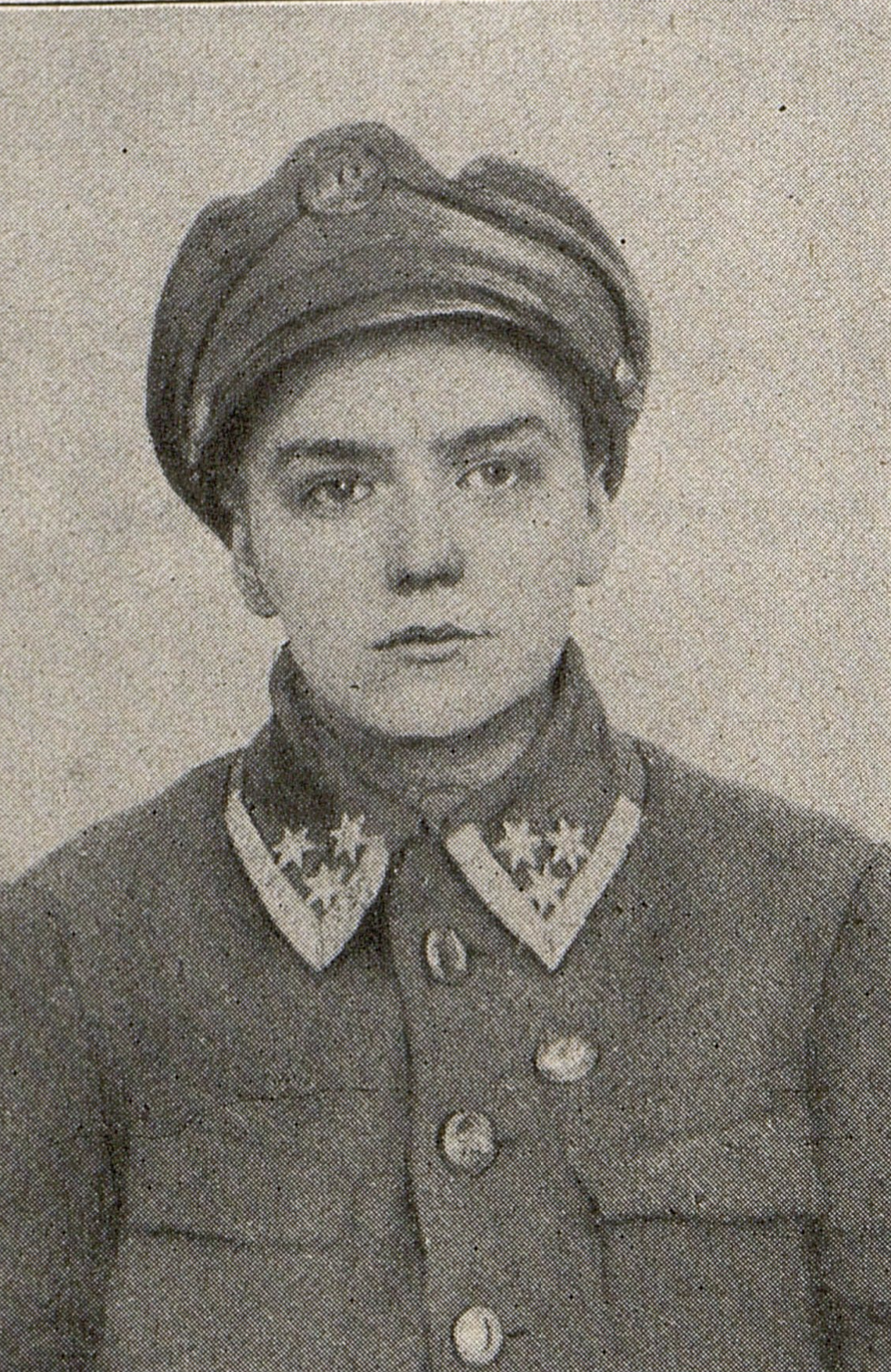
Stanislawa Ordynska

Stanislawa Ordynska war eine weibliche Soldatin der polnischen Legion der k.u.k. Armee. Bekannt wurde sie als der erste weibliche Feldwebel der k.u.k. Armee, in der damaligen Presse erhielt sie breite Aufmerksamkeit. 

## Leben
Ordynska wird als "modern geschultes" Mädchen und Penthesilea sowie mit dem Spitznamen "Soldatenmädchen von Gorlicze" beschrieben. 
Bei Ausbruch des Ersten Weltkrieges meldet sie sich zur Kavallerie. Mit einer Verkleidung gelangt es ihr, sich in die russischen Stellungen zu schleichen und dort ein Kroquis anzufertigen, wodurch sie sich die Beförderung zum Gefreiten erwarb. Später soll in wenigen Wochen für einen gelungenen Handstreich, der dem österreichischen Kommando Einblick in die Notizbücher einiger russischer Offiziere verschaffte, zum Korporal und für die Gefangennahme dreier Russen zum Zugsführer befördert worden sein. 
Später wurde sie als erste weibliche Soldatin der österreichisch-ungarischen Armee zum Feldwebel befördert.